# Karel II van Montmorency
Karel II Frans Frederik van Montmorency (Parijs, 31 december 1702 - aldaar, 18 mei 1764) was van 1726 tot aan zijn dood hertog van Piney-Luxemburg en hertog van Montmorency.

## Levensloop
Karel II was een zoon van hertog Karel I van Montmorency uit diens tweede huwelijk met Marie Gilonne Gillier de Clérembault, dochter van markies René Gillier de Clérembault.
Nadat hij zich in het voorjaar als kolonel bij een infanterieregiment had gevoegd, werd Karel in de herfst van 1718 door koning Lodewijk XV van Frankrijk het ambt van gouverneur van Normandië gegeven. Hij diende tijdens de Oorlog van het Viervoudig Verbond in 1719 in Spanje en nam deel aan de veroveringen van Hondarribia, San Sebastian en Urgell, alsook de mislukte belegering van Roses.
Na de dood van zijn vader in 1726 erfde hij de titels van hertog van Piney-Luxemburg en hertog van Montmorency, het statuut van pair van Frankrijk en verschillende landerijen. Zolang zijn vader nog leefde liet hij zich hertog van Luxemburg noemen. Op 9 januari 1724 huwde hij met Marie Sophie Colbert (1711-1747), kleindochter van Jean-Baptiste Colbert, minister tijdens het bewind van Lodewijk XIV. Het echtpaar kreeg twee kinderen: een dochter Anne-Maurice (overleden in 1760), die in 1745 huwde met Anne-Louis-Alexandre de Montmorency, vorst van Robecq, en een zoon Anne-François (1735-1761), die vanaf 1752 was gehuwd met Louise Françoise Pauline de Montmorency en met wie hij drie kinderen kreeg.
In 1724 maakte Karel II een reis door de Nederlanden. Tijdens de Poolse Successieoorlog nam hij deel aan het Beleg van Kehl, dat in 1733 werd ingenomen. Vanaf 1734 bekleedde hij de rang van brigadier in het Rijnleger en diende onder aanvoering van Berwick en Asfeld in gevechten bij onder andere Trarbach en Ettlingen en bij het Beleg van Philippsburg in 1735. In 1738 werd hij benoemd tot maréchal du camp. In de Eerste Silezische Oorlog werd hij vanaf 1741 ingedeeld bij het Beierenleger, dat streed in onder andere Oostenrijk en Bohemen. Tijdens de Tweede Silezische Oorlog nam hij deel aan de Slag bij Sahay, aan de verovering en verdediging van Praag en de inname van Frauenberg an der Donau. Terug in het Rijnleger volgde in 1743 zijn participatie aan de Slag bij Dettingen en werd hij ook ingezet in Vlaanderen, waar hij de belegeringen van Menen en Fribourg op zijn conto kon schrijven.
In 1744 keerde Karel II na een lange periode aan het front terug naar Frankrijk. In januari werd hij tot ridder geslagen in de Orde van de Heilige Geest, in april stichtte hij een academie in Rouen en in mei werd hij door de koning benoemd tot luitenant-generaal. De volgende jaren nam hij deel aan verdere veldtochten van Lodewijk XV: gedurende de Oostenrijkse Successieoorlog vocht hij in de Elzas en de Nederlanden, streed hij in 1745 mee in de Slag bij Fontenoy en was hij een van de deelnemers van de belegeringen van Doornik en Antwerpen. Verdere inzetten volgden in de Slag bij Roucourt en de Slag bij Lafelt. Nadat zijn vrouw in 1747 was overleden, werd Karel II met verlof gestuurd.
Op 29 juni 1750 hertrouwde Karel met Madeleine Angélique Neufville de Villeroy (1707-1787), die ook al enkele jaren weduwe was en voorheen een als schandalig beschouwd leven leidde. Een maand na zijn tweede huwelijk werd de hertog benoemd tot kapitein van de derde compagnie van het koninklijke lijfwachtenregiment en in 1756 werd hem een militaire positie in Normandië toegewezen. Vanaf 24 februari 1757 bekleedde hij de rang van maarschalk van Frankrijk. Gedurende de Zevenjarige Oorlog werd in 1758 een Engelse landing in Normandië gevreesd, die Karel II door verdedigingsmaatregelen moest verhinderen. Uiteindelijk zou de zo gevreesde landing nooit plaatsvinden. Daarna oefende hij geen militaire verantwoordelijkheden meer uit.
Karel II en zijn tweede echtgenoten hielden zich vaak op aan het Franse koninklijke hof, maar bezochten ook geregeld hun landerijen, in het bijzonder Montmorency. Tussen 1757 en 1762 gaven ze onderdak aan filosoof Jean-Jacques Rousseau.
Nadat Karel II van Montmorency in 1764 overleed, werden zijn titels opgedeeld tussen verschillende erfgenamen, aangezien zijn vader en kleinzoon al voor hem waren overleden. Zijn grootneef Anne Charles Sigismond de Montmorency-Luxembourg werd de nieuwe hertog van Piney-Luxemburg, zijn kleindochter Charlotte Anne Françoise de Montmorency-Luxembourg volgde hem op als hertogin van Montmorency. 